# Благосостояние населения и революции в имперской России: XVIII — начало XX века
«Благосостояние населения и революции в имперской России: XVIII — начало XX века» — монография Б. Н. Миронова. Выдержала в России два издания (2010 и 2012). Переведена на английский (2012) и китайский (2013) языки.

## Из истории создания
Ключевой тезис монографии «Благосостояние населения и революции…» был озвучен Б. Н. Мироновым в 1961 году: в период его учёбы на 2-м курсе экономического факультета Ленинградского государственного университета. Анализируя статистические данные об уровне жизни пролетариата в западноевропейских странах, 19-летний Миронов пришёл к выводу о несостоятельности «закона» Карла Маркса об абсолютном и относительном обнищании пролетариата при капитализме. Вывод был озвучен на семинаре и зафиксирован в курсовой работе, после чего последовало отчисление студента-отличника Миронова за «академическую неуспеваемость». Но благодаря ректору ЛГУ А. Д. Александрову, Миронову было дано право оформить перевод на любой факультет. Выбор был сделан в пользу исторического.
В 1999 году, работая ведущим научным сотрудником С.-Петербургского филиала Института российской истории РАН и профессором Санкт-Петербургского государственного университета, Б. Н. Миронов выпустил монографию «Социальная история России периода империи…», которая впоследствии оказалась «самым цитируемым произведением, когда-либо созданным отечественным историком». В ней, а также в последующих статьях автора исследовался уровень жизни социальных страт и групп населения России. Миронов заключал, что экономическое развитие России с середины 1860-х годов, по большому счёту, было благополучным и динамичным. Следовательно, причины Революции 1917 года находились в сфере политики, но не экономики. Детальному доказательству данного тезиса и посвящена монография «Благосостояние населения и революции в имперской России…», над которой автор работал, в целом, свыше 15 лет. Основная цель книги — исследование динамики благосостояния россиян в имперский период.
Монография вызвала «беспрецедентную по остроте полемику», на которую влияли как научные, так и вненаучные факторы.

Доктору исторических наук Борису Миронову удалось невозможное: вызвать скандал фундаментальным историческим исследованием. А именно: 911-страничным трудом «Благосостояние населения и революции в имперской России: XVIII — начало XX века». […] Миронова, посягнувшего на непререкаемую доктрину учёных-марксистов — революция 1917 года как закономерный итог развития человечества, — тут же окрестили «лжеисториком».
— Российская газета, 6.07.2015.
На страницах российских и зарубежных изданиях вышло 23 рецензии на монографию, в журнале «Российская история» состоялся «Круглый стол» (2001, № 1). Ответы оппонентам Б. Н. Миронов обобщил в своей специально выпущенной книге «Страсти по революции: Нравы в российской историографии в век информации», выдержавшей два издания (2013 и 2014). Количество цитирований книги (по состоянию на 15.11.2018) — свыше 460.
Прежде всего, об антропометрическом методе. Не отвергая его полезности, все же представляется, что в трактовке автора он приобретает характер какой-то жесткой детерминации и автоматизма: грамотные выше неграмотных, представители верхних социальных категорий превосходят по росту социальные низы, “прибавка” в уровне жизни дает повышение физического роста, ухудшение благосостояния – понижение, причем практически сразу и непосредственно. В связи с этим некоторые данные и их объяснение в книге вызывают сомнение. Например, выдвигая тезис, что по биостатусу “Россия развивалась согласованно с другими европейскими странами”, автор отмечает, что россияне конца XIX в. (рабочие и крестьяне) в среднем были выше поляков, испанцев, итальянцев, португальцев, венгров, французов. Что отсюда следует – что российские трудящиеся жили лучше, чем французские?  В. Г. Хорос, доктор исторических наук
В общем, создается впечатление, что борясь с одной крайностью – преувеличением кризисных процессов эволюции имперской России, Б. Н. Миронов впал в другую – недооценку проблем и трудностей российской модернизации. Так порой бывает, когда в процессе работы автору приходит масштабная и заманчивая идея, и, увлекаясь ею, он теряет чувство меры, стремится подтвердить ее всевозможными аргументами pro, игнорируя или недооценивая аргументы contra. В. Г. Хорос, доктор исторических наук
«Авторская свобода», за которую вроде бы ратует Борис Николаевич Миронов, пришлась ему не по душе, в «инакомыслии» он заподозрил злой умысел и коварство и как мог на страницах профессиональных изданий пытался приглушить голос «оппозиции». Но «писаки от науки» твёрдо стояли на своём: «не верим» и всё тут, что Россия, «которую мы потеряли», была именно такой, как представил её Миронов, что «экономика после отмены крепостного права стала рыночной», «в пореформенное время быстрыми темпами развивалось гражданское общество», а «самодержавие… совместимо с прогрессом». Не помогали ему даже «письма во власть», что поделаешь – издержки плюрализма. Т. Г. Леонтьева, доктор исторических наук

## Издания книги
- 2010 год:
  - Миронов Б. Н. Благосостояние населения и революции в имперской России: XVIII — начало XX века. — М.: Новый хронограф, 2010. — 911 с. — ISBN 978-5-94881-081-2
- 2012 год:
  - Миронов Б. Н. Благосостояние населения и революции в имперской России: XVIII — начало XX века". Изд. 2-е, испр. и доп. — М.: Весь мир, 2012. — 848 с. — ISBN 978-5-7777-0545-7
  - Mironov, Boris. The Standard of Living and Revolutions in Russia, 1700—1917 / Ed. Gregory L. Freeze. — London and New York: Routledge, Taylor and Francis Group, 2012. — 668 p. — ISBN 0-415-60854-6 (англ.)
  - Миронов Б. Н. Благосостояние населения и революции в имперской России: XVIII — начало XX века. — Шанхай: 2013. — 825 с. (Перевод на китайский язык.)  (кит.)

## Источниковая база
Основа источниковой базы исследования Б. Н. Миронова − фонды четырёх федеральных и шести региональных архивов. Автор изучил антропометрические данные российских мужчин, родившихся в период с 1695 по 1915 год: всего — 306 тыс. индивидуальных и около 10,3 млн суммарных сведений о росте, весе и других параметрах. Кроме того, он привлёк всю известную статистику по вопросам, касающимся сельскохозяйственного производства, доходах населения, зарплатах и ценах, крестьянских и рабочих бюджетах, питании и демографии, налогах и повинностях, национальном доходе и прочем.

Если же говорить о количестве труда и объёме знаний, вложенных Б. Н. Мироновым в создание рассматриваемой книги, то они, наверное, у каждого вдумчивого читателя, взявшего в руки эту монументальную монографию, вызовут чувства трепетного благоговения.
— Бабкин М. А., профессор РГГУ.

В то время как «индивидуальные» данные фактически не показывают какого-либо увеличения роста рекрутов 1851-1895 гг. рождения, «суммарные» данные дают значительный рост. Миронов отдает предпочтение «суммарным» данным, и увеличение среднего роста — это основной аргумент Миронова в дискуссии об уровне жизни населения и причинах русской революции. Миронов пытается доказать, что в 1861—1914 гг. в уровне благосостояния были достигнуты «самые впечатляющие успехи». «За 50 лет, 1866—1915 гг. рост увеличился на 4,5 см — с 164,5 до 169 см… — пишет Миронов. — Прорыв в уровне биостатуса произошел после Великих реформ, только после вступления России в эпоху рыночной экономики». С. А. Нефёдов, доктор исторических наук, профессор Уральского федерального университета.
Из рассмотрения погодовых «суммарных» данных (табл. 3) следует, что до призыва в 1890 г. юношей 1869 г. рожд. средний рост новобранцев практически не изменялся. Однако в 1890 г. произошел странный скачок: рост призывников увеличился сразу на 1,1 см! Это не могло произойти естественным путем: люди с такой скоростью не растут. Что же случилось? Изучавший материалы Царства Польского М. Копчинский объясняет этот скачок «неточностью в том, как на приписных пунктах организовывали сбор данных»[15]. Нужно разобраться в том, как получались «суммарные» данные. Известно, что рост новобранца измерялся с точностью до 1/8 вершка, а затем чиновники относили его к одной из 11 ростовых групп и подсчитывали общее число новобранцев в данной группе. Каждой группе приписывался рост, измеряемый целым числом вершков, затем число новобранцев в группе умножали на этот рост, складывали получившиеся величины и делили на общее число новобранцев — так получался «средний рост». С. А. Нефёдов, доктор исторических наук, профессор Уральского федерального университета.

Книга вызвала большой интерес международной исторической общественности – прежде всего в связи с присутствием в обсуждаемых проблемах очевидного политического аспекта.
Известный специалист по исторической антропометрии Иорг Батен резюмировал: «Борис Миронов написал выдающуюся книгу…
Основной тезис Миронова заключается в отсутствии системного кризиса, который сопровождался бы снижением уровня жизни в конце XIX века (накануне русской революции), что этот период был довольно успешным периодом развития империи. Этот вопрос занимает центральное место в историографии, и он имеет решающее влияние на сегодняшнюю политическую дискуссию: был ли кризис Российской империи обусловлен ее самодержавным строем, или же причиной был также низкий уровень жизни?».
Однако в среде российских историков книга вызвала неоднозначную реакцию. При ее обсуждении на «круглом столе» в журнале «Российская история» западные историки энергично поддержали Миронова, но среди российских историков не было единого мнения.
Несогласие с выводами Миронова выражали многие специалисты, в том числе В. П. Булдаков, В. В. Бабашкин, Н. А. Иванова, М. Д. Карпачев, О. Н. Катионов, А. А. Куренышев, И. С. Кузнецов, Т. Г. Леонтьева, И. В. Михайлов, А. В. Островский, Г. И. Ханин, В. Г. Хорос, П. П. Щербинин. Миронов очень своеобразно ответил на эту критику: он опубликовал новую книгу, заголовки которой говорят сами за себя: «В. П. Булдаков: ―Дикие крики озлобленья‖», «Т. Г. Леонтьева: ―Муж и жена – одна сатана‖», «Пришел, увидел, насмешил» (это об А. В. Островском), « ―В огороде – бузина, а в Киеве – дядька‖ (ответ М. Эллману)» и т.д.
Однако, выражая свое несогласие с выводами Миронова, оппоненты в большинстве случаев говорили о видимом противоречии его антропометрических данных со сложившимися представлениями о низком уровне жизни в Российской империи. Не будучи специалистами по исторической антропометрии, российские историки не могли вникнуть в детали антропометрических расчетов Миронова. Лишь сравнительно недавно проверка антропометрических расчетов Миронова показала, что в них содержится ошибка, связанная с игнорированием автором изменения методов регистрации данных о росте призывников [Nefedov, Ellman]. Оказалось, что в действительности рост призывников уменьшался; это стало важным аргументом, подкрепившим доводы «пессимистической школы».
Нефёдов, Сергей Александрович, доктор исторических наук

## Структура монографии
Монография состоит из введения, двенадцати глав и заключения. Научный аппарат включает статистическое приложение, список источников и литературы, словарь специальных терминов, именной и предметный указатели.

## Основные выводы книги
- Уровень жизни населения России с начала XVIII по начало XX века претерпел серьёзные изменения: его динамика была волнообразной.
  - С 1701 по 1915 год автор выделил шесть больших периодов заметного изменения уровня жизни: для первого (1701—1730) было характерно снижение уровня жизни; для второго (1731—1750) — повышение; для третьего (1751—1795) — снижение, сменившееся ростом в четвёртом (1796—1855); на пятом, включающем предреформенные годы и период Великих реформ (1856—1865) — снижение; пореформенный период (1866—1915) дал заметно положительную динамику благосостояния населения России.
- После Великих реформ 1860—1870-х годов население постепенно приобретало гражданские и политические права, для непривилегированных социальных групп был существенно облегчён доступ к благам цивилизации[14].
- В период империи уровень жизни населения России примерно соответствовал среднеевропейскому уровню.
  - Средний рост (по-Миронову — показатель благосостояния) мужчин России призывного возраста в XIX — начале XX века обгонял рост поляков, итальянцев, испанцев, португальцев и французов, но уступал немцам, англичанам и скандинавам.
- Системного кризиса самодержавия, упадка крестьянского хозяйства и обнищания трудящегося населения в пореформенной России не наблюдалось.
- Революция 1917 года не была обусловлена обострением «нужды и бедствий» трудящихся масс выше обычного.
- Основные причины Революции 1917 года — не экономические[18].
- Модернизация страны осуществлялась достаточно высокими темпами, была, в целом, успешной, хотя и порождала социальные, политические и экономические проблемы.
- Российские революции в начале XX века имели социально-экономические предпосылки, но не являлись неизбежными; их главные причины лежали в политической плоскости.
- Российские революции были организованы оппозицией, стремившейся перехватить у правящей элиты власть, чтобы взять в свои руки управление модернизационными процессами[19].

«Опровержение Миронова» неизбежно превратится в отдельную подотрасль российской историографии.
— Forbes, 5.02.2010.

## Научные форумы, посвящённые обсуждению монографии
- Революция как зеркало качества жизни? Материалы Круглого стола по книге: Миронов Б. Н. Благосостояние населения и революции в имперской России: XVIII — начало XX века. − М.: Новый хронограф, 2010. − 911 с. // Родина. 2010. № 9. С. 88—95.
  - В обсуждении приняли участие: Ю. А. Борисёнок, доктор биологических наук Е. З. Година (МГУ им М. В. Ломоносова), М. А. Давыдов, А. А. Данилов, доктор философских наук В. Г. Хорос (ИМЭМО РАН), заместитель главного редактора «Родины», доктор философских наук С. А. Экштут, Б. Н. Миронов.
- Россия в истории: от измерения к пониманию: новая книга Б. Н. Миронова в откликах и размышлениях его коллег. Материалы круглого стола по книге Б. Н. Миронова «Благосостояние населения и революции в России: XVIII — начало XX века»). − М.: Новый хронограф, 2010. − 911 с. // Российская история. 2011. № 1. С. 145—204.
  - В обсуждении приняли участие: В. П. Булдаков, В. Б. Жиромская, Н. А. Иванова, И. В. Поткина (Институт российской истории РАН), М. А. Давыдов, Л. В. Волков (ВНИИДАД), М. Д. Карпачев (Воронежский государственный университет), О. Н. Катионов (Новосибирский государственный педагогический университет), Яни Коцонис (Yanni Kotsonis, Нью-Йоркский университет, США), С. В. Куликов (Санкт-Петербургский институт истории РАН), А. А. Курёнышев, (Государственный исторический музей, Москва), Т. Г. Леонтьева (Тверской государственный университет), И. В. Михайлов (МГИМО), И. В. Побережников (Институт истории и археологии УрО РАН), Грегори Л. Фриз (Gregory L. Freese, Брандейский университет, США), П. П. Щербинин (Тамбовский государственный университет имени Г. Р. Державина).
- Презентация 2-го издания монографии в С.-Петербургском Доме книги, 13.12.2012.
- Презентация 2-го издания «Благосостояния населения и революций в имперской России…» и книги «Страсти по революции…» в Российском государственном гуманитарном университете, 14.06.2013.

## Перечень рецензий на монографию

### Рецензии в России
- Федюкин И. Почему столь низок внутренний спрос на настоящую науку о прошлом нашей страны Архивная копия от 28 марта 2019 на Wayback Machine // Forbes, 5.02.2010
- Година Е. З. Рецензия на книгу: Б. Н. Миронов. Благосостояние населения и революции в имперской России: XVIII — начало XX века // Вестник Московского университета. Серия XIII: Антропология. 2010. № 3. С. 90—93.
- Зиновьева Е. О книге Б. Миронова «Благосостояние населения и революции в имперской России: XVIII — начало XX века» // Нева. 2010. № 6. С. 248—249.
- Бабкин М. А. Уровень жизни и российские революции // Свободная мысль. 2010. № 10. С. 215—218. Републикация на сайте «Русская народная линия: информационно-аналитическая служба» Архивная копия от 28 марта 2019 на Wayback Machine, 24.11.2010
  - Уровень жизни и российские революции (Бабкин) // Викитека
- Островский А. В. О модернизации России в книге Б. Н. Миронова Архивная копия от 20 июля 2019 на Wayback Machine // Вопросы истории. 2010. № 10. С. 119—140.
- Oстpoвcкий A. B. К итогам спора об уровне жизни в дореволюционной России // Вопросы истории. 2011. № 6. С. 129—144.
- Oстpoвcкий A. B. Книга Б. Н. Миронова «Страсти по революции» как «образец» научной критики. — Вестник ТвГУ. Серия «История». 2013. Выпуск 2. С. 109–146.
- Oстpoвcкий A. B. Существовал ли системный кризис в России начала XX века? (Критика концепции Б. Миронова) Архивная копия от 25 августа 2019 на Wayback Machine — Общественные науки и современность. 2014. № 2. С. 124—138.
- Oстpoвcкий A. B. Процветала ли Россия накануне Первой мировой войны? — В авторском сборнике «Россия. Самодержавие. Революция». Т. ІІ, М.: Товарищество научных изданий КМК. 2020. С. 573.
- Хорос В. Г. О причинах российской революции Архивная копия от 28 марта 2019 на Wayback Machine // Политические исследования. 2010. № 5. С. 161—175.
- Богомазов Г. Благосостояние населения дореволюционной России: о чём говорят факты (О книге Б. Миронова «Благосостояние населения и революции в имперской России: XVIII — начало XX века» // Экономическая политика. 2011. № 1. С. 55—61.
- Третьяков С. Л. Рец. на кн.: Миронов Б. Н. Благосостояние населения и революции в имперской России: XVIII — начало XX века. — М.: Новый хронограф, 2011. — 911 с. // Посев. 2011. № 12.
- Бочарова З. С. Рец. на кн. Архивная копия от 28 марта 2019 на Wayback Machine // Вестник архивиста, 25.06.2011
- Нефёдов С. А. О благосостоянии населения дореволюционной России Архивная копия от 18 июля 2019 на Wayback Machine // Вопросы истории. 2011. № 5. С. 127—136.
- Морозов А. Ю. Как жили крестьяне до и после освобождения? (Новая книга Б. Н. Миронова и полемика вокруг неё) // Преподавание истории в школе. 2011. № 1. С. 13—20.
- Катионов О. Н. Рассуждения о монографии Б. Н. Миронова «Благосостояние населения и революции в имперской России: XVIII — начало XX века» // Современное историческое сибиреведение XVIII — начала XX в. Выпуск 3: К 65-летию профессора В. А. Скубневского / Под ред. Ю. М. Гончарова, В. Н. Шайдурова. — СПб.: Изд-во Невского ин-та языка и культуры. 2010. С. 181—193.
- Опилкин А. С. Был ли кризис в Российской империи начала XX века? Размышления о книге Б. Миронова Архивная копия от 14 декабря 2013 на Wayback Machine «Благосостояние населения и революции в имперской России» // Сайт Российского института стратегических исследований, 3.12.2013
- Кудряков С. А. Размышления о виртуальной истории, или куда бежит «Идиот» // Клио. 2013. № 1 (73). С. 135—138.
- Мелихов А. М. Особый путь в Европу // Звезда. 2013. № 10. С. 237—238.
- Бакулин В. И. Историческая концепция Б. Н. Миронова как предмет дискуссии // Вопросы истории. 2017. № 2. С. 126—137.

### Рецензии за рубежом
- Suzuki T. (Сузуки Т., Япония) [Review] «Roshiashikenkyu» (Society of Studies on Russian History) // Studies on Russian History (Japan). No. 87 (15 Dec. 2010). P. 68.  (яп.)
- Baten J. (Байтон Й., ФРГ). [Review] Boris Mironov. The Standard of Living and Revolutions in Russia, 1700—1917 Архивная копия от 9 июля 2018 на Wayback Machine // EH.Net. 2013, January. Abingdon, UK: Routledge, 2012. (англ.)
- Häfner L. (Хафнер Л., ФРГ). [Review]  by Boris Nikolaevič Mironov.  (нем.)
- Cámara A. D. [Review] // Revista de Historia Industrial. 2014. No. 54. P. 181—184.  (исп.)
- Carrion M. M. [Review] // Economic History Research. 2014. Vol. 10 (3). P. 221—222. (англ.)
- Hoch S. L. [Review] // Russian Review. 2015. Vol. 74, iss. 2. P. 324—325. (англ.)
- Poniat R. [Review] // Przeszłość Demograficzna Polski. T. 38, Nо. 2. S. 135—139.  (пол.)
- Paul R. Gregory (Грегори П., США). [Review] // Economics & Human Biology. 2014. Vol. 12. P. 172—173. (англ.)
- Takahashi K. [Review] The Historical Anthropometrics at the Forefront // The Journal of Political Economy and Economic History (Rekishi to Keizai). 2017. №. 234. P. 29—37.  (яп.)

## Ответы автора оппонентам

### Ответ в статье
- Миронов Б. Н. Страсти по исторической антропометрии // Вопросы истории. 2011. № 4. С. 122—137.

### Ответы в полемической монографии «Страсти по революции…»
- Миронов Б. Н. Страсти по революции: Нравы в российской историографии в век информации. − М.: Весь мир. 2013. — 336 с. — ISBN 978-5-7777-0551-8
  - То же. Изд. 2-е. — М.: Весь мир. 2014.

## Отзывы рецензентов на «Страсти по революции…»
- Леонтьева Т. Г. «Страсти» Б. Н. Миронова или о безнравственности в российской историографии Архивная копия от 16 июля 2020 на Wayback Machine // Вестник Тверского государственного университета. Серия «История». 2013. Вып. 1. С. 170—174.
- Любарский Г. Социофилия и социопатии Архивная копия от 28 марта 2019 на Wayback Machine // Эксперт. 2013. № 34 (864), 26.08.2013
- Oстpoвcкий A. B. Книга Б. Н. Миронова «Страсти по революции» как «образец» научной критики // Вестник Тверского государственного университета. Серия «История». 2013. № 2. С. 109—146.